# Endrődi sortűz
Az endrődi sortűz az 1935-ös országgyűlési választási kampány során 1935. március 20-án a Békés vármegyei Endrődön bekövetkezett tragikus esemény, amelynek nyolc halálos áldozata volt. Az endrődi sortűz fogalommá vált a későbbiekben: a Gömbös Gyula nevéhez kapcsolt erőszakos, terrorisztikus módszerek szinonimájává lett. Nevezik a „választási gyűlés véres szétverésének”, a kormányterror megnyilvánulásának, az endrődi kisgazdagyűlés sortüzes feloszlatásának.

## Előzmények
A Horthy Miklós kormányzóval baráti viszonyt ápoló Gömbös Gyula, aki 1932 óta volt miniszterelnök, igyekezett a kormánypárt Bethlen vezette mérsékeltebb köreit kiszorítani az országgyűlésből. 1935-ben elérte, hogy a kormányzó feloszlassa a parlamentet, majd a csalásokban és terrorban bővelkedő választásokon igyekezett visszaszorítani az ellenzéki FKgP-t is, sikerrel, így a mandátumok 70%-át pártja szerezte meg az újjáalakuló parlamentben.
Az eredmény kialakításában a szokásos választási csalások és kormányprivilégiumok felhasználása – az ellenzék ajánlási íveinek visszautasítása, a választók közvetlen befolyásolása, a hatalmas kampánypénzek, a rádiónak, mint propagandaeszköznek a monopolizálása – jelentős szerepet játszott. Az ellenzék szinte minden árnyalata egyetértett abban, hogy ezen a választáson történt a legtöbb törvénysértés és csalás. A legdurvább eset Tarpán történt, ahol Gömbös a hozzá csatlakozni nem akaró Bajcsy-Zsilinszky Endre ellenében olyan személyt választatott meg képviselőnek, akiről utóbb kiderült, hogy nemcsak a neve hamis, hanem még választójoggal sem lett volna szabad rendelkeznie. Minden addiginál nagyobb számban, összesen 38 mandátumot támadtak meg petícióval, s ebből 17-nél a Közigazgatási Bíróság az eredményt megsemmisítette. Ennek ellenére nem írható minden a közigazgatási apparátus közreműködésének számlájára. Nem lehet kizárni annak lehetőségét, hogy Gömbös viszonylagos népszerűségének, a reformretorika sikerének köszönhetően egy „tiszta” választáson is többséget szerzett volna.

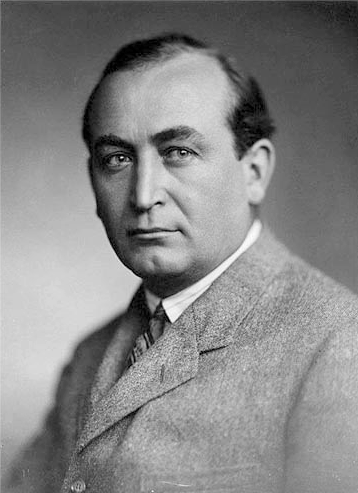
Gömbös Gyula

## Az események
Az 1935-ös választásokon Andaházi Kasnya Béla volt az ellenzéki Független Kisgazda-, Földmunkás- és Polgári Párt jelöltje az Endrődöt is magába foglaló választókerületben, ő volt az egyetlen esélyes kihívója a kormánypárt jelöltjének. A kampány során a választókerületéhez tartozó valamennyi településen választási gyűlést kívánt tartani, melyek engedélyezése első fokon az illetékes járási főszolgabíró hatásköre volt. A Gyomai járásban a főszolgabíró, Pálka Pál - éppúgy, mint máshol is - kormánypárti volt és minden lehető módon akadályozni próbálta az esélyes ellenzéki jelölt választási kampányát. Ezért Andaházi három gyűlését egyetlen délutánra engedélyezte március 20-ára. A jelöltnek 1 órakor Hunyán, 3-kor Kondoroson, majd 4-kor Endrődön kellett volna beszédet tartania. Ez a közlekedési lehetőségek miatt önmagában is lehetetlen lett volna, azonban Endrődön a gyűlés publikálását is megakadályozták, ezért csupán a jelölt saját röpcédulái tájékoztattak róla, így az érdeklődőknek nem állt rendelkezésére biztos információ az eseményről. A gyűlést az endrődi községháza udvarára végül is fél négyre hirdette meg a hivatal, hogy Andaházi bizonyosan ne érhessen oda Kondorosról.
Az előzményekből következően az ellenzéki képviselőjelölt késett a gyűlésről, erre hivatkozva Pálka Pál főszolgabíró pár perccel fél négy után lemondta a gyűlést és utasította a csendőrséget a tömeg feloszlatására. A csendőrök felszólították a résztvevőket a terület elhagyására, egy részük meg is kezdte az elvonulást. Ezalatt azonban megérkezett a képviselőjelölt és meg akarta tartani beszédét, és a téren tartózkodók egy része meg akarta hallgatni őt. Ezt a főszolgabíró továbbra sem engedélyezte, és utasította a csendőrséget a terület kiürítésének folytatására. Eközben Andaházi a községházáról (melynek udvarára volt meghirdetve a gyűlés) telefonálni akart a Belügyminisztériumba újabb engedélyért, ezt azonban nem engedték meg neki, ezért a postahivatalba kellett mennie. Mire elérte az illetékes minisztériumi hivatalnokot és megszerezte az engedélyt, a községházáról távoztak az elöljárók, így nem vették át a BM üzenetét.
Ezalatt a kialakuló tumultusban dulakodás támadt a csendőrök és a tömeg között, a csendőrök pedig – saját védekezésük szerint az erre vonatkozó szabályokat követve és kötelességüket teljesítve – fegyverüket használták a tömeggel szemben, aminek következtében hat ember a helyszínen, kettő a kórházban később halt bele sebesüléseibe.

„"Láttam, amint Faragó csendőr a tömeg közé lőtt. A lövés előtt kissé meg volt hajolva, závárzattal betöltött, és mindjárt el is sült a fegyver. Hogy miért lőtt, nem tudom, az ablakból még rá is kiáltottam, hogy miért lőtt a tömegre. Én ugyanis sem mellette, sem megette sem közvetlenül előtte embereket nem láttam... ő azonban ismét töltött, és újra ilyen helyzetben lőtt. A fegyverét nem kapta fel a vállához a későbbi lövések során sem, hanem csak oldalt mozgatta... A szélső csendőr talán nem lőtt, mert az ő fegyverének a csöve felfelé állt."”

– Egy szemtanú vallomása

Az ellenzék az eseményeket (a gyűlés betiltását a késés ürügyén, a csendőrség igénybevételét a feloszlatásához és az eljárás során alkalmazott erőszakot) a választások szabadságának korlátozásaként értékelte. Az endrődi sortűz az egyik legsúlyosabb volt az 1935-ös választást kísérő erőszakos hatósági fellépések sorában. A főszolgabíró az intézkedéseit saját hatáskörben, a rá vonatkozó jogszabályok és központi utasítások alapján hozta meg, és eljárását később a felettes hatóságok teljes egészében jóváhagyták, se őt, se a csendőrséget nem vonták felelősségre a történtek miatt. A csendőrség az adott helyzetben a fegyverhasználatra vonatkozó rendkívül szigorú szabályok miatt nem volt döntési helyzetben, a csendőrnek ugyanis mérlegelési lehetőség nélkül azonnal tüzelnie kellett, ha bármilyen támadás érte őt, vagy bajtársát, ellenkező esetben hadbíróság várt rá. Támadásként kellett értékelnie már azt is, ha megfogták a puskáját. A szemtanúk állításai azonban nem alapozzák meg, hogy a fegyverhasználat a törvényben előírt feltételek szerint következett volna be, vagyis hogy a csendőröket a fegyverhasználatot megelőzően támadás érte volna.